# Charlie Took
Charlie Took tên đầy đủ là Charlie Took Essome là cầu thủ bóng đá người Cameroon đang chơi cho câu lạc bộ UB Conquense. Anh chơi ở vị trí Trung vệ, là một cầu thủ trẻ có khả năng đánh chặn rất tốt. 

## Sự nghiệp

### RCD Mallorca B
Vào cuối năm 2010, câu lạc bộ Tây Ban Nha RCD Mallorca B mua anh từ 1 câu lạc bộ tại đất nước Cameroon, trận đầu tiên anh thi đấu cho Mallorca B là vào Thứ bảy ngày 1 tháng 10 năm 2011, trận này RCD Mallorca B bị Orihuela cầm hòa với tỉ số 0-0. Vào Chủ nhật ngày 9 tháng 10 năm 2011, anh ra mắt câu lạc bộ ở trận thứ 2 - đụng độ với Valencia B trận này Mallorca B đã thắng với tỉ số sát nút là 4-3. (đây là trận bóng đầu tiên Took nhận 1 thẻ vàng). Sau khi kết thúc mùa giải 2011 Charlie Took Essome nhận tổng cộng 2 thẻ vàng và ra sân 12 trận. "Anh ấy có khả năng đánh chặn rất tốt và lối chơi xông xáo đầy nhiệt huyết cả đội rất tin tưởng anh ấy" - Huấn luyện viên ông Miquel Solder phát biểu